# مانده
مهدی میوه‌چی (آرین‌فر) ملقب به مانده (۹ آبان ۱۳۱۶ در دزفول، خوزستان - ۹ بهمن ۱۳۹۳ در دزفول، خوزستان) خواننده ایرانی در گویش دزفولی است.

## زندگی هنری
پدربزرگ وی در دربار ناصرالدین شاه خواننده (روضه و ترانه) بود. از آنجا که چند فرزند پیش از او در هنگام تولد مرده بودند و مهدی زنده مانده بود به مانده ملقب شد. اولین ترانه‌ای که باعث شهرت وی شد سر پل دزپیل (۱۳۴۳) بود که توسط آغاسی نیز بازخوانی شد. شاعر و آهنگساز این ترانه مصطفی فیلسوف است. او در سال ۱۳۴۹ به تهران عزیمت و در تئاتر جامعه باربد کارش را با ترانه شب‌های اهواز آغاز کرد. مانده را لقب «خالق ترانه‌های دزفولی» داده بودند.

### مراجعت به زادگاه
مرگ همسرش در ۱۷ شهریور ۱۳۵۶ باعث شد که اوایل ۱۳۵۷ به همراه سه پسر و یک دخترش به خوزستان مراجعه کرده و خوانندگی را کنار بگذارد و در این مدت فقط یک کاست به نام «جوانی و پیری» در سبک دشتی-مارضایی ارائه داد. مانده قبل از مراجعت به خوزستان آلبومی به نام «همسر خوبم» را در یادبود همسر ازدست‌رفته‌ش به بازار ارائه داد. از آثار او می‌توان به نازی خشگله، سرپل دزپیل؛ سرگردان و حبیبه اشاره کرد. مانده در سال ۱۳۵۷ دوباره ازدواج کرد. که ثمره این ازدواج که فقط چندماه طول کشید و منجر به طلاق شد یک دختر به نام لیلا است که نزد مادرش بزرگ شد. لیلا تنها فرزند مانده‌ است که فعالیت هنری خود را به عنوان مجری و بازیگر تئاتر انجام می‌دهد.

## درگذشت
مهدی میوه‌چی پنج‌شنبه ۹ بهمن ۱۳۹۳ در سن ۷۷ سالگی به دلیل سکته قلبی بر اثر شوک وارده از مرگ ناگهانی فرزند کوچکش علی درگذشت.